# Biserica de lemn din Prigoreni

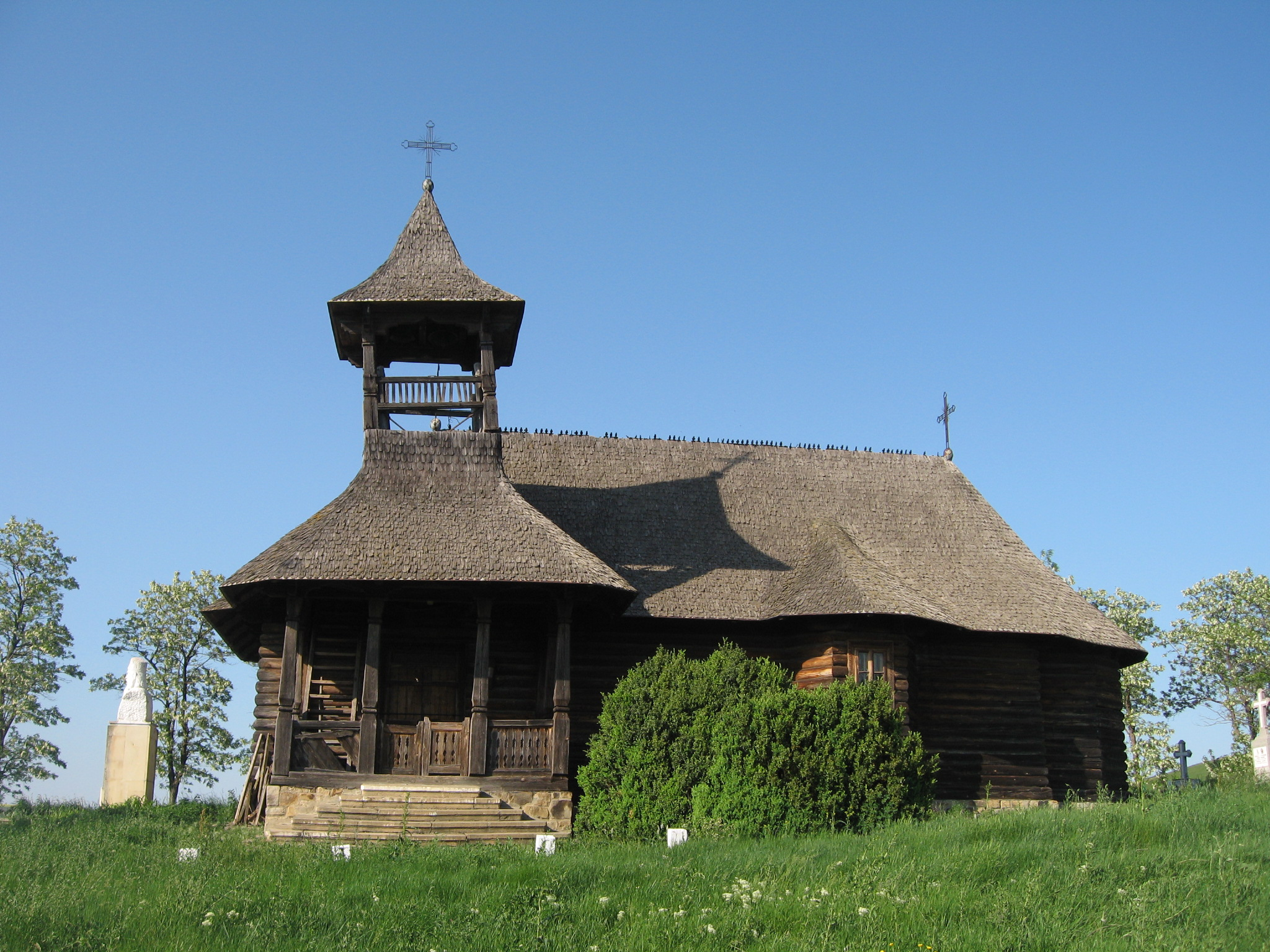
Biserica de lemn din Prigoreni.

Biserica de lemn din Prigoreni este o biserică de lemn din satul Prigoreni (județul Iași), în cimitirul căreia au fost înmormântați cronicarul Ion Neculce și Ștefan Apetrii Ciubotaru, tatăl scriitorului Ion Creangă. 
Ea se află la o distanță de 45 kilometri de municipiul Iași. De la Drumul European 583 (Iași-Roman), de lângă școala din satul Războieni, se urmează un drum pietruit de patru kilometri aflat în partea stângă. 

## Istoric
În trecut, cronicarul Ion Neculce (1672-1745) avea o moșie mare în satul Prigorenii Vechi, pe dealul Coasta Buznii (față în față cu dealul pe care se află și acum biserica familiei Neculce). Aici se afla un conac, din care nu a mai rămas astăzi nimic, doar locul din mijlocul câmpului, care nu a mai fost lucrat niciodată. Între conac și biserică se află un șes unde era odinioară un iaz, din care se mai vede și astăzi digul. 
Biserica inițială a fost construită cu cheltuiala vornicului Ion Neculce, fiind finalizată în perioada domniei lui Grigore al II-lea Ghica (1726-1733, 1735-1739, 1739-1741 și 1747-1748) și a păstoririi mitropolitului Antonie al Moldovei (1730-1740). La anul 1772, vistiernicul Vasile Neculce a scris un "pomelnic" al satului Prigoreni, copia acestuia fiind păstrată la biserica din sat și orginalul, din 1944, la Muzeul de Istorie din București.
În anul 1885, biserica a fost mutată în satul Ion Neculce, fiind restaurată după biserica inițială care data de pe vremea cronicarului Ion Neculce. În anul 1934 s-a construit în locul ei o bisericuță cu hramul Prea Cuvioasei Parascheva. Cu acest prilej s-a descoperit mormântul cronicarului Ion Neculce, ctitorul bisericii. Bisericuța s-a șubrezit în timp și a fost desfăcută în 1969.
În anul 1971 s-a început construirea unei noi biserici de lemn pe locul celei vechi, cu un ajutor substanțial primit de la Mitropolia Moldovei și Sucevei și cu sprijinul acordat de Departamentul Cultelor și de autoritățile locale. Lucrările de construcție au fost finalizate în 1973 în timpul păstoririi preotului paroh Aurel Ursaciuc. Noua biserică a fost sfințită în ziua de 22 iulie 1973, duminica, de către dr. Iustin Moisescu, mitropolit al Moldovei și Sucevei, împreună cu un sobor de preoți și diaconi. 
Biserica are hramul Sf. Dumitru. În jurul bisericii se află cimitirul localității. Odată cu trecerea timpului, lemnul folosit la reconstituirea bisericii a început să putrezească, fiind atacat de ploi și de zăpezi.
La intrarea în biserică, deasupra intrării, se află o pisanie pe lemn cu următorul text: "Întru slava Atotziditorului Dumnezeu în Troiță proslăvit pe acest loc a fost ridicată biserică din temelie aici la moșia Prigorenilor cu hramul Sf. Mare Mucenic Dimitrie cu cheltuială și osîrdie de dumnealui Ion Neculce vornic și soția sa Maria și fii lor și s-a săvârșit acest sfânt lăcaș în zilele Prea Luminatului și Prea Învățatului nostru domn Grigore Ghica Voevod cu blagoslovenia Preasfinției sale Kirii Kir Antonie mitropolitul Moldovei. Această biserică în anul 1885 a fost mutată în satul Prigoreni unde dăinuie și astăzi. În anul 1934 s-a construit în locul ei o bisericuță cu hramul Prea Cuvioasei Paraschiva. Cu acest prilej s-a descoperit mormîntul cronicarului Ion Neculce, ctitorul bisericii. Șubrezindu-se, bisericuța a fost desfăcută și în locul ei în anul 1969 cu osîrdia și ajutorul IPSS părintelui nostru doctor Iustin Moisescu, mitropolitul Moldovei și Sucevei cu sprijinul conducerii de stat s-a construit acest sfînt lăcaș sfințindu-se la 17 dec 1977".

## Morminte
Mormântul cronicarului se află izolat lângă latura de apus a bisericii, având la cap un monument cu bust al cronicarului realizat de sculptorul Iftimie Bârleanu (1916-1986). În piatra monumentului este săpat următorul text: "Deci, fraților cetitorilor, cu cît veți îndemna a ceti pre acest letopisățu mai mult, cu atît veți ști a vă feri de primejdii și veți fi mai învățați". Deși nu se cunoaște exact data morții cronicarului, ziua comemorării are loc prin tradiție în prima sâmbătă de după Sfânta Parascheva (14 octombrie), atunci având loc un pelerinaj la biserica din lemn și la mormântul cronicarului, pelerinaj considerat cea mai mare sărbătoare a satului.  Mormântul cronicarului este monument istoric, fiind înscrisă pe Lista monumentelor istorice din județul Iași din anul 2004 cu codul IS-III-m-B-04324. 
De asemenea, lângă biserica de lemn (primul dintre mormintele aflate în partea de răsărit), se află mormântul lui Ștefan Apetrii Ciubotaru din Humulești, tatăl scriitorului Ion Creangă. Acesta a locuit o perioadă la Prigoreni unde a avut o bucată de pământ și a decedat în acel sat la data de 30 iunie 1858, în timpul unei epidemii.  Din cauza distanței și a condițiilor grele de transport, trupul n-a mai putut fi adus la Humulești, fiind înmormântat la Prigoreni. La 15 decembrie 2001, osemintele sale au fost strămutate lângă cele ale soției sale, Smaranda Creangă, în cimitirul din Humulești, prin eforturile preotului paroh Viorel Cojocariu de la Biserica "Sfântul Nicolae" din Humulești.  Mormântul inițial este străjuit de un monument de piatră cu cruce, pe care sunt inscripționate informațiile: +1858 Ștefan Apetrii Ciubotaru din Humulești, tatăl marelui scriitor Ion Creangă.

## Imagini

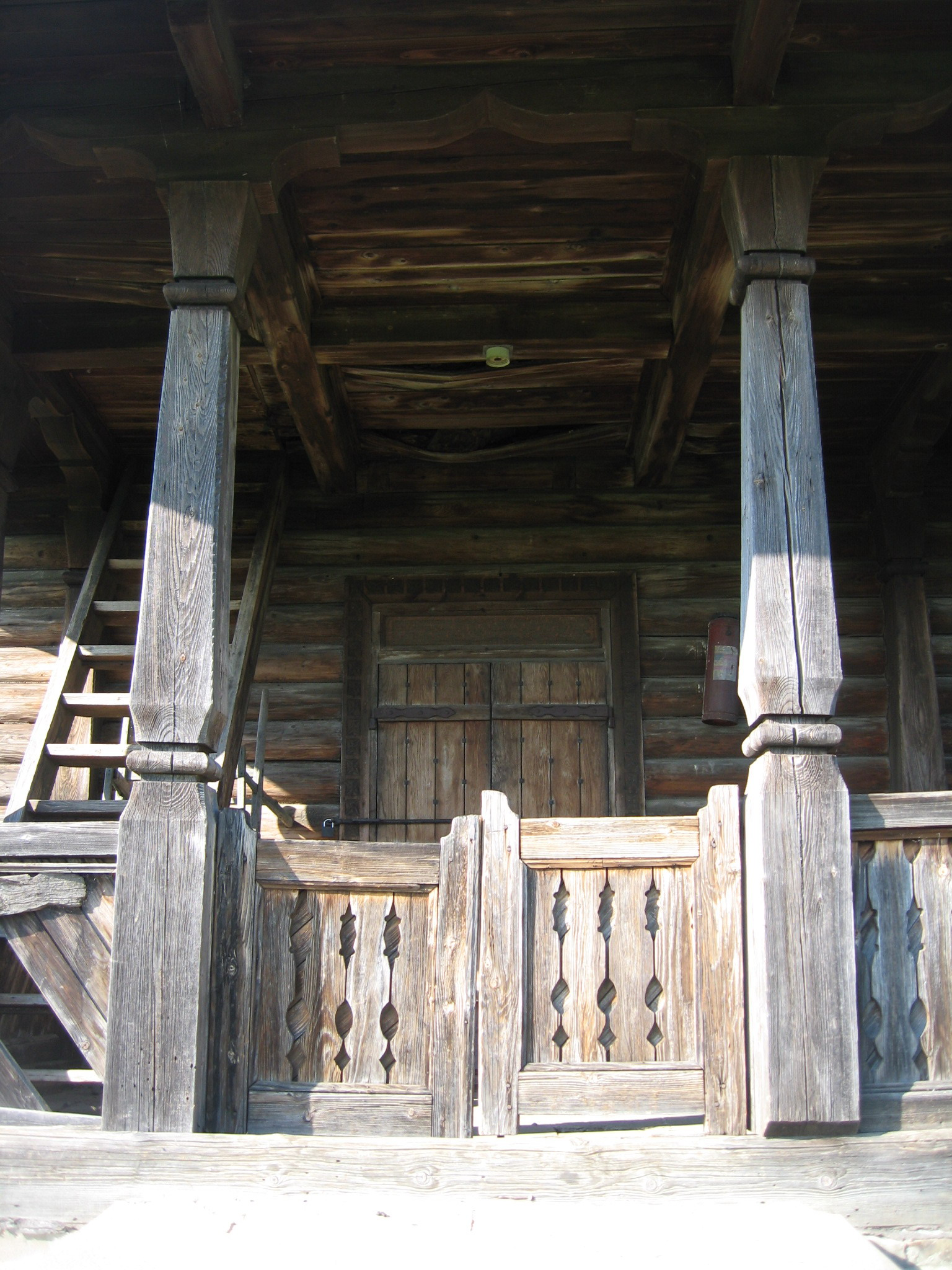
Pridvorul bisericii
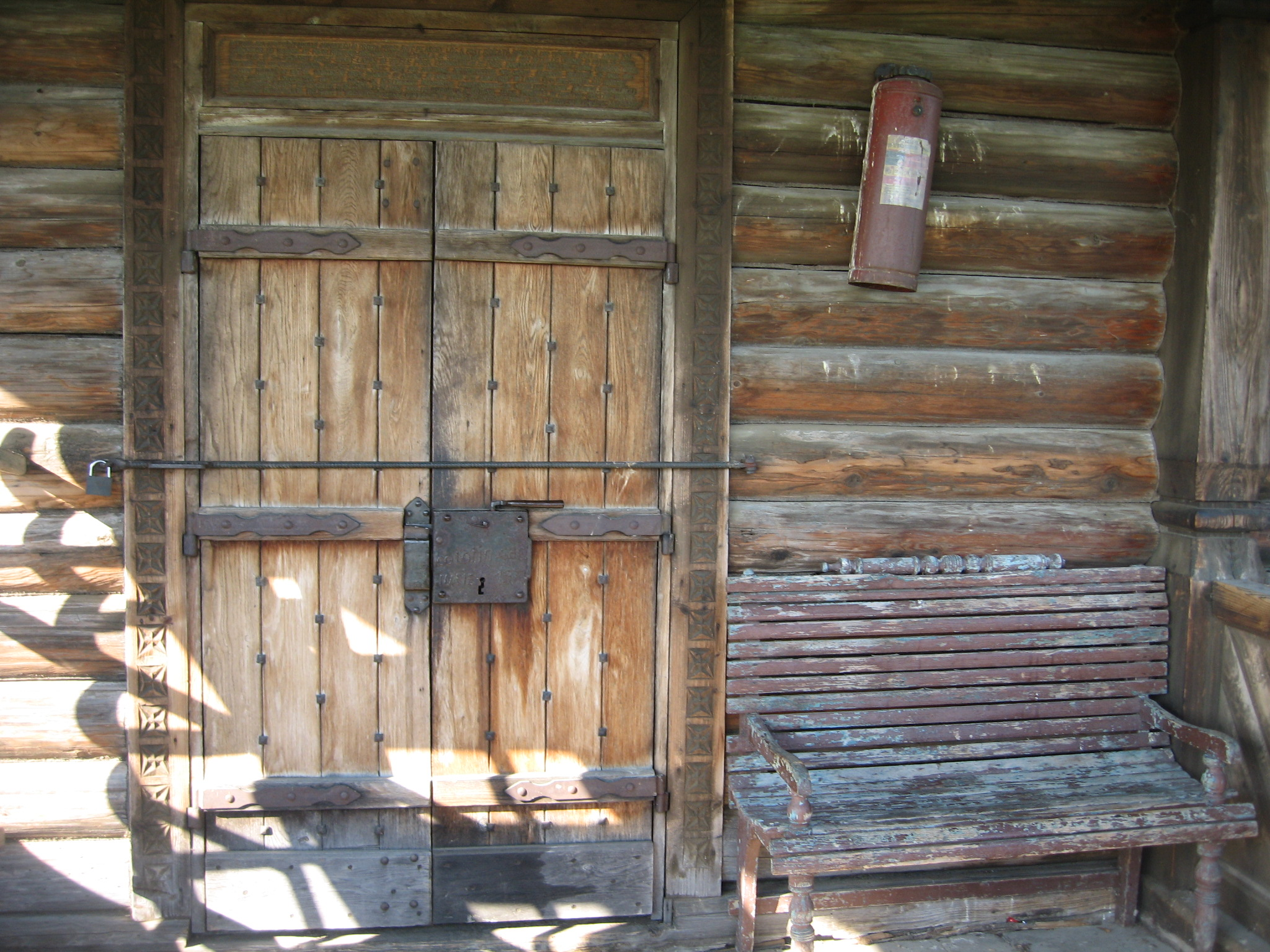
Uşa de la intrare
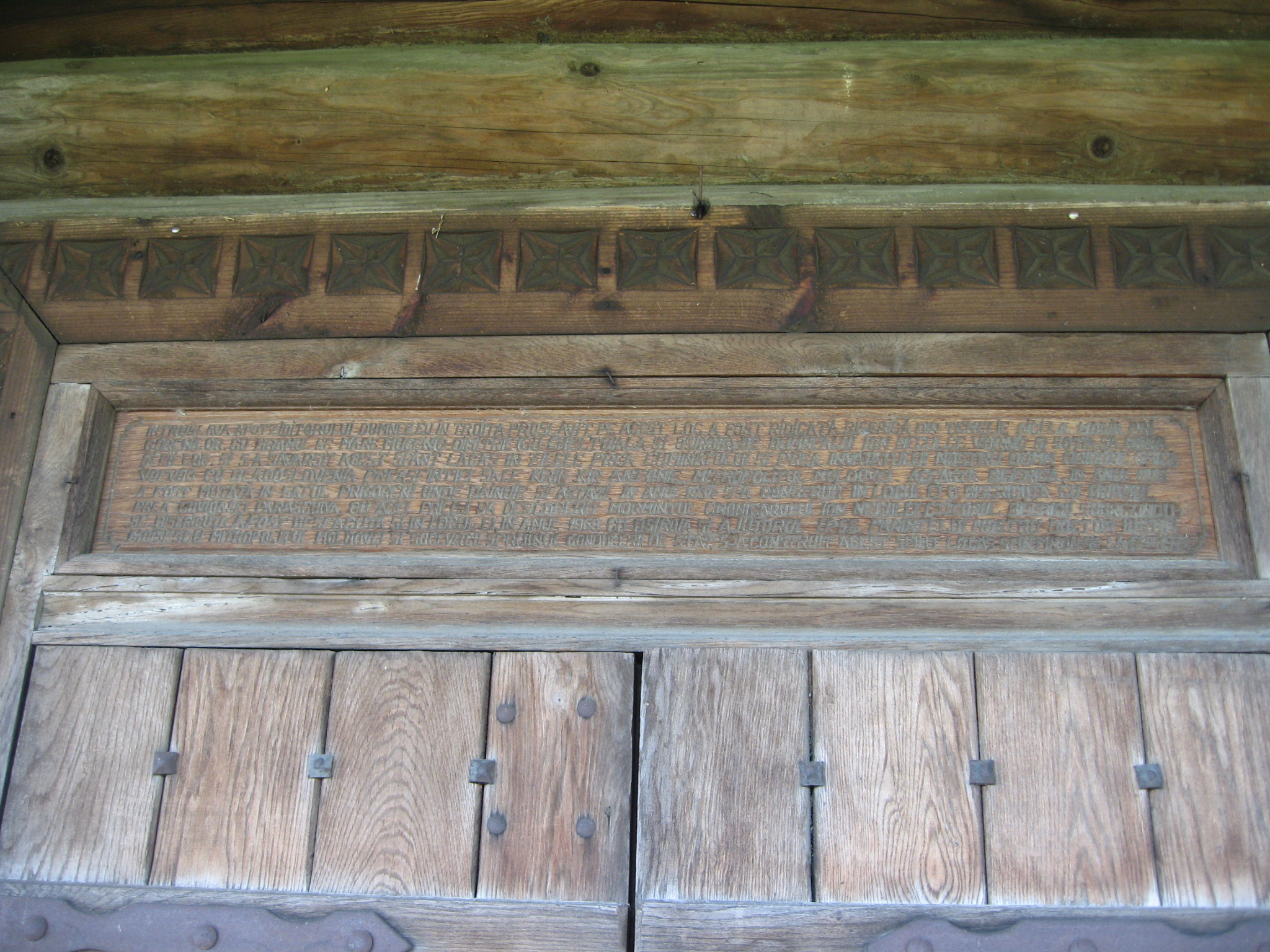
Inscripţia deasupra intrării
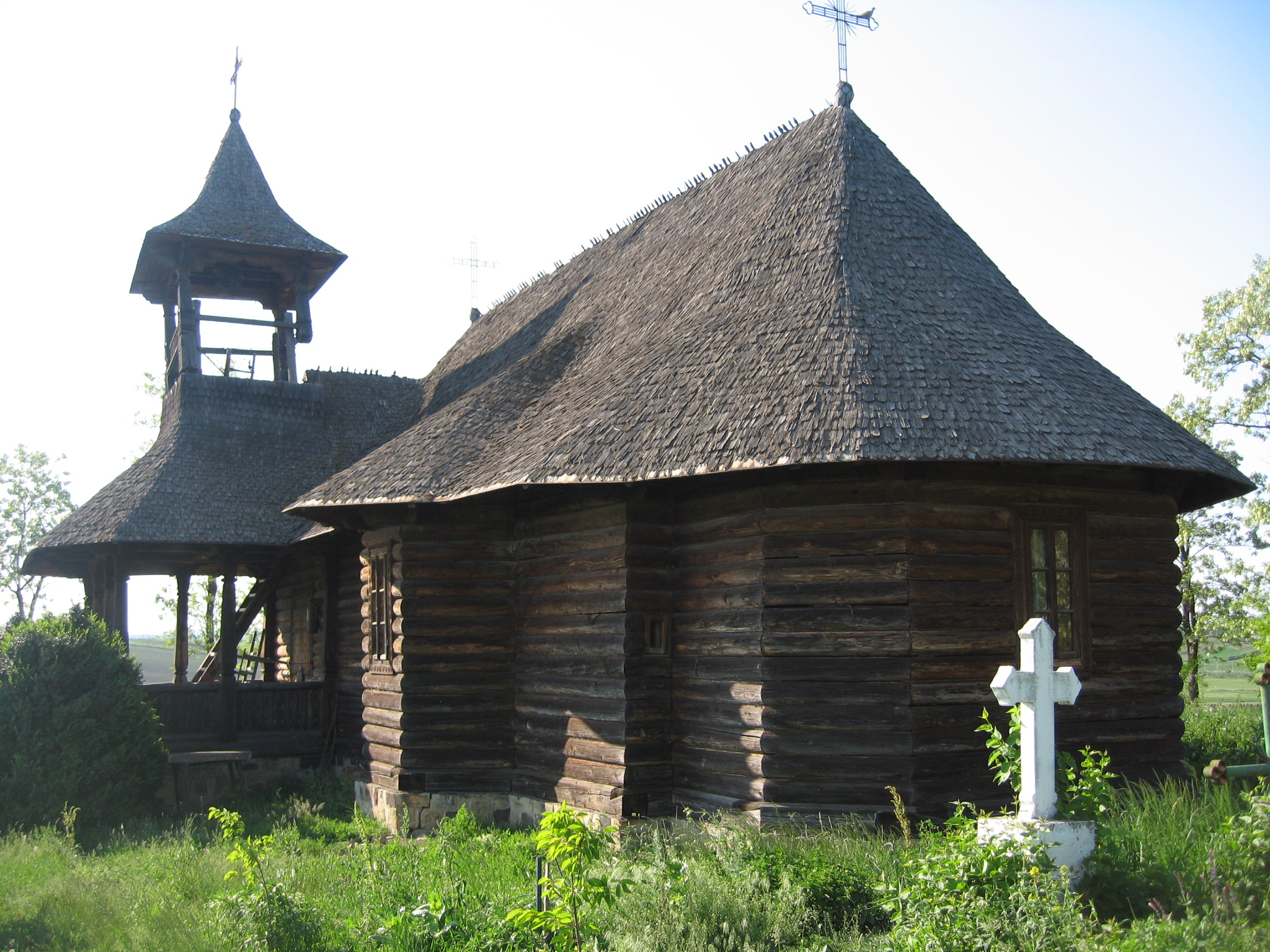
Vedere dinspre intrarea în cimitir
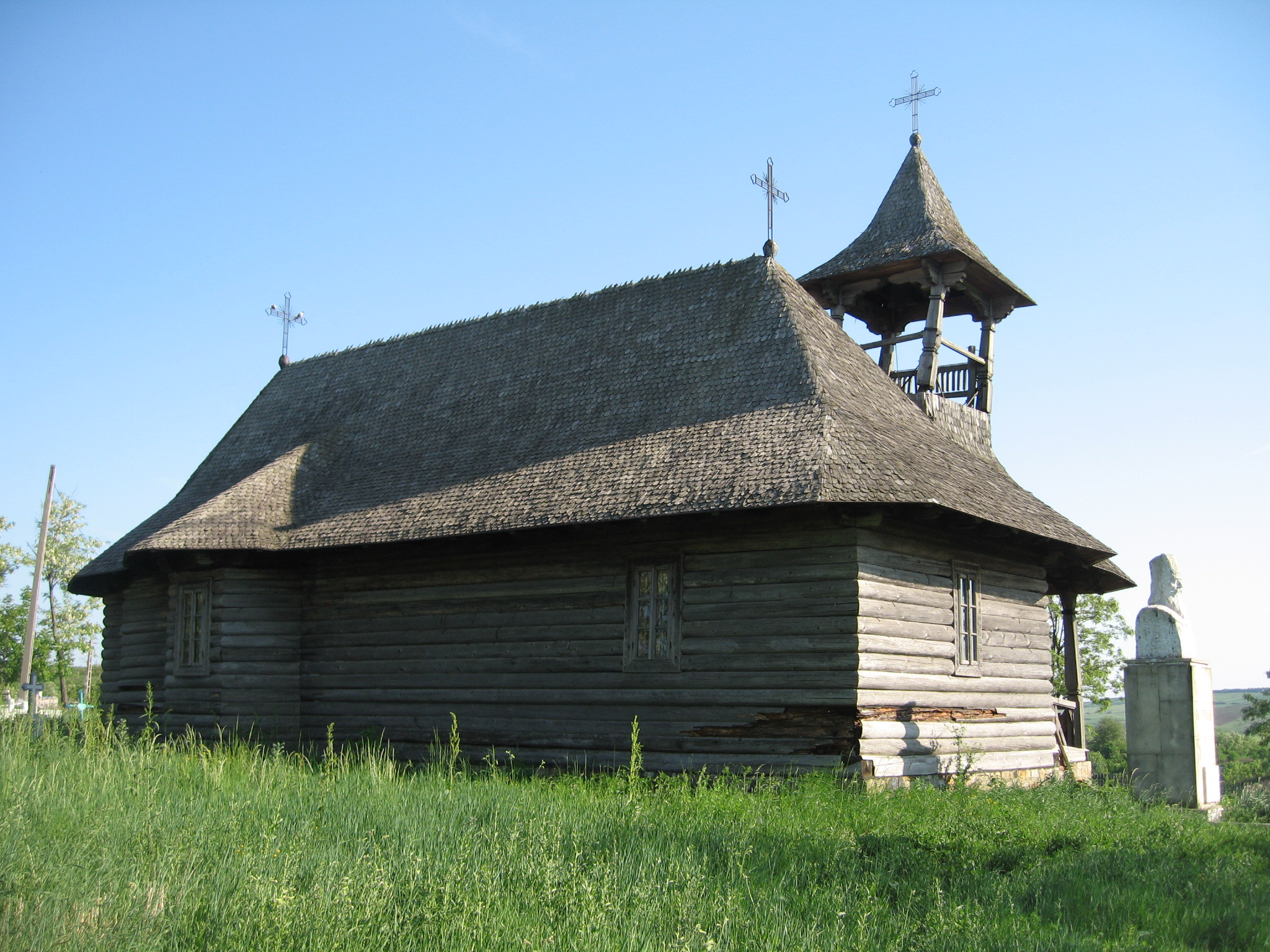
Vedere laterală
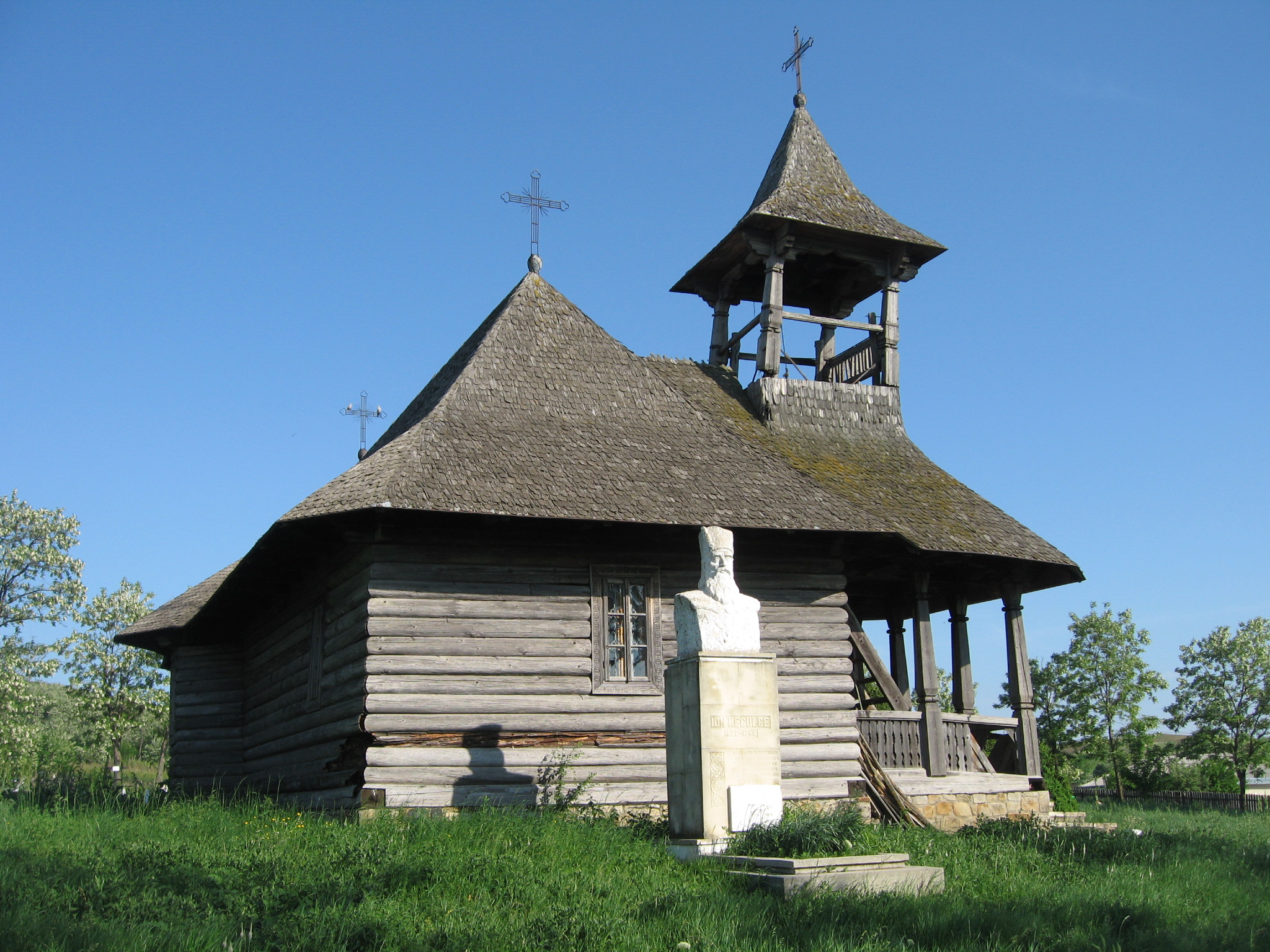
Biserica şi mormântul lui Ion Neculce
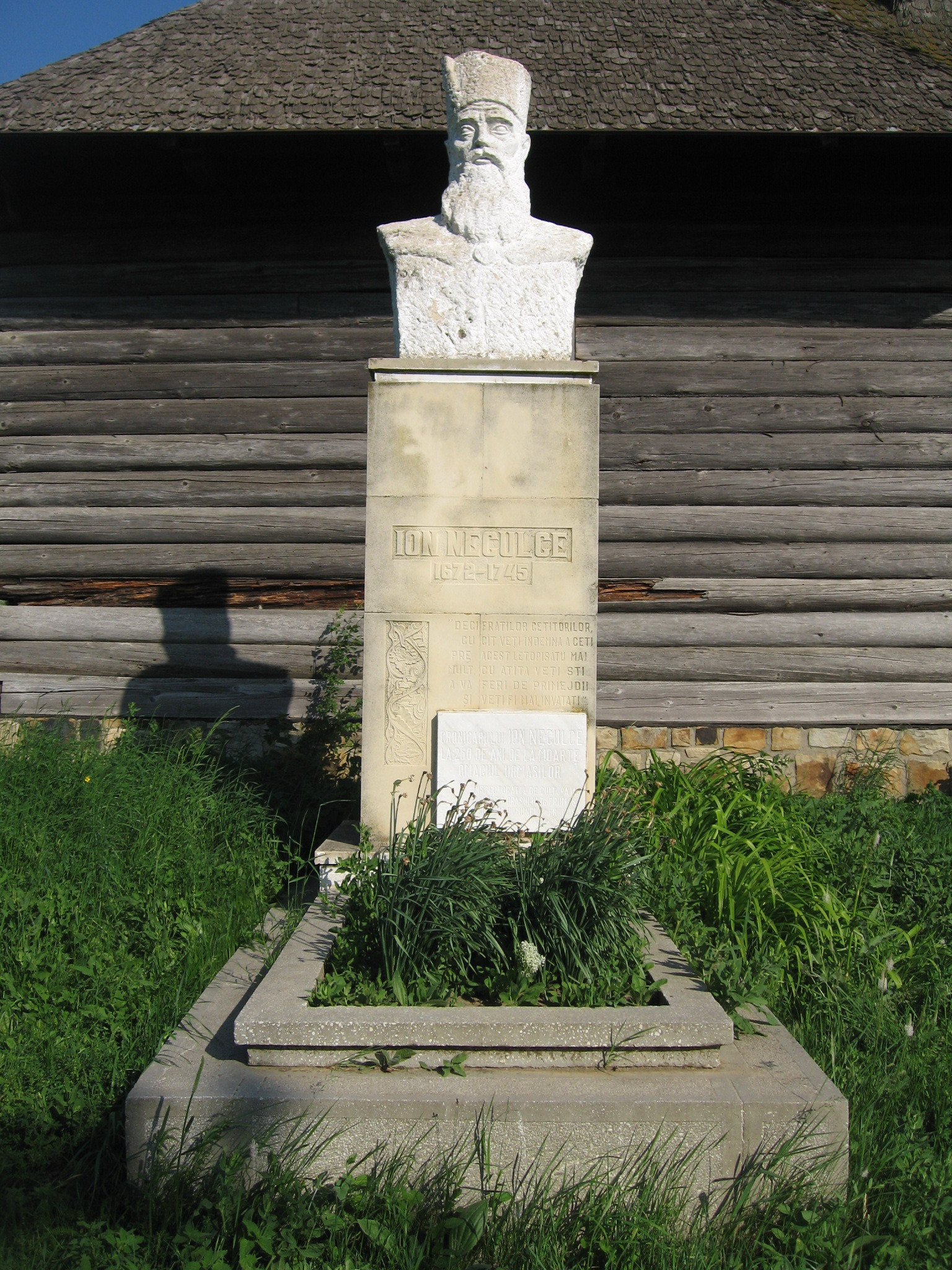
Mormântul cronicarului Ion Neculce
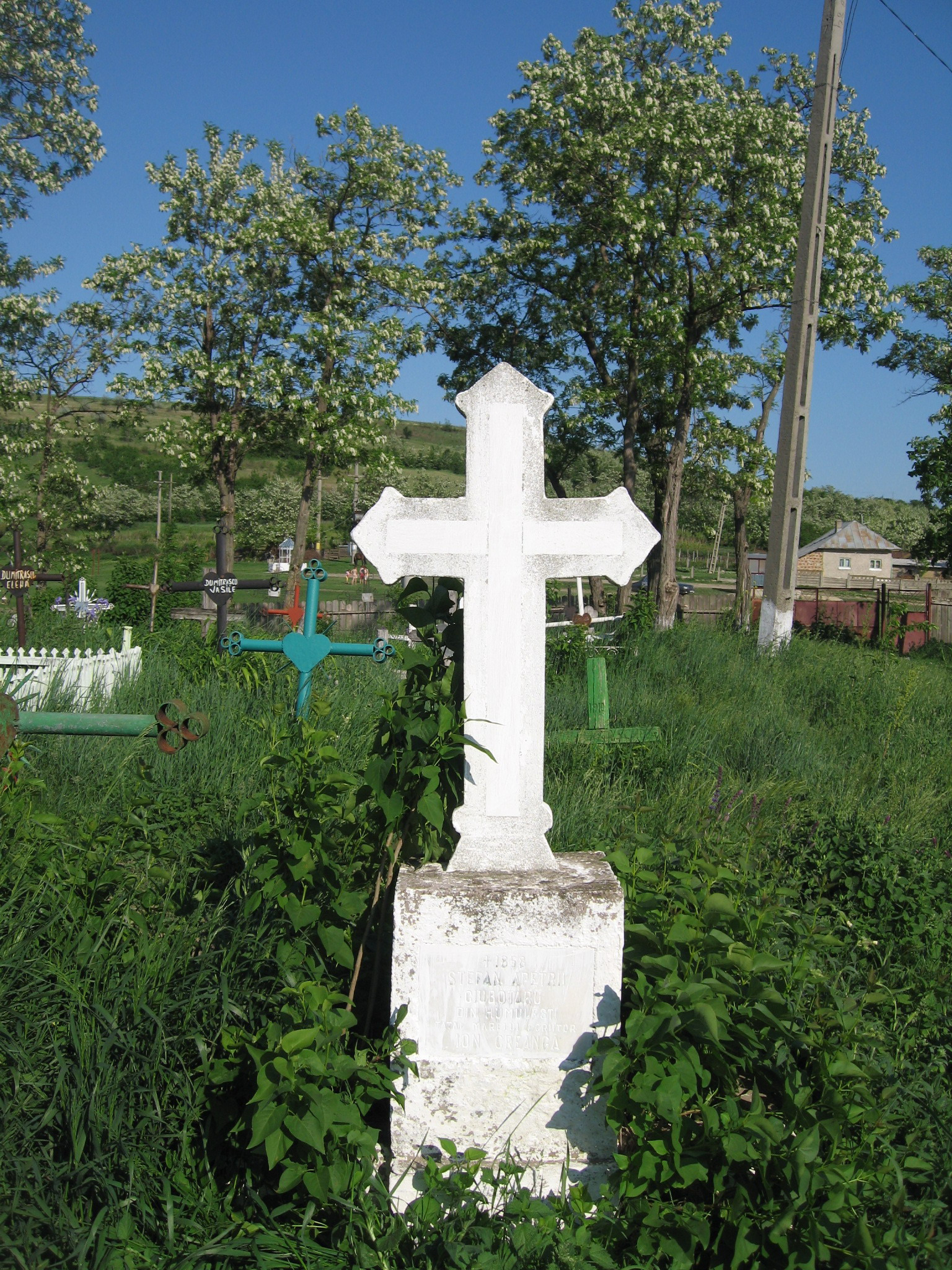
Mormântul lui Ştefan Apetrii Ciubotaru